# 百分百感覺2003
《百分百感覺2003》是一部2003年上映的香港電影。由鍾澍佳導演，余文樂、鄧麗欣、楊愛瑾、王嘉明以及傅穎領銜主演。於2003年5月22日上映。電影改編自由劉雲傑創作的同名漫畫《百分百感覺》。

## 演員
| 演員            | 角色            | 關係/暱稱        |
| 余文樂          | 劉耀祖 (Jerry)  | Cherie 男友      |
| 鄧麗欣          | 鄧凱欣 (Cherie) | Jerry 女友       |
| 楊愛瑾          | Jacky           | 許樂女友         |
| 王嘉明          | 許樂            | Jacky 男友       |
| 傅穎            | Jenny           | Jerry 前女友     |
| 吳雨霏          |                 | Tom & Jerry 職員 |
| 蒲茜兒 / 區文詩 | 琪琪            | 許樂朋友         |
| 何綺玲          | 許心            | 許樂妹妹         |
| 陳素瑩          | 許儀            | 許樂妹妹         |
| 馬思恆          |                 | Tom & Jerry 職員 |
| 羅樂基          |                 |                  |
| 王合喜          | George          | Jenny 醫生       |
| 劉以達          | 神父            |                  |
| 梁榮忠          |                 |                  |
| 李思蓓          |                 |                  |
| 范振鋒          |                 |                  |
| 李楓            |                 |                  |

## 歌曲
- 〈兩湯一麵〉 - 余文樂
- 〈話別〉 - 鄧麗欣

## 外部連結
- 香港影庫上《百分百感覺2003》的資料（繁體中文）
- 时光网上《百分百感覺2003》的資料（简体中文）
- 豆瓣电影上《百分百感覺2003》的資料 （简体中文）
- 互联网电影数据库（IMDb）上《百分百感覺2003》的资料（英文）